# Noah Lindholm Møller
Noah Lindholm Møller Andersen, né le 27 janvier 2007 à Trørød, est un coureur cycliste danois membre de l’équipe Grenke - Auto Eder.

## Biographie
Noah Lindholm est le petit-fils du cycliste Jens Sørensen (en) et le neveu du cycliste Rolf Sørensen.

### Carrière

#### 2024-2025: domination de la catégorie juniors chez Grenke - Auto Eder
En 2024, il remporte une étape du Tour de Bohème Occidentale.
Au début de la saison 2025, il remporte le Giro di Primavera, une semi-classique italienne printanière. En juin, il remporte le prologue inaugural du Saarland Trofeo et termine deuxième du classement général de cette course. Quelques jours plus tard, il devient champion du Danemark sur route juniors, puis remporte deux semi-classiques luxembourgeoises au début du mois de juillet. Il domine ensuite le Tour du Valromey en remportant une étape et le classement général de cette course par étapes disputée dans le département de l’Ain,. Quelques jours après ce succès, sa sélection nationale l’informe qu’il ne sera pas aligné sur les prochains championnats du monde à Kigali, une nouvelle qui le « rend très triste ». Le Danois fait une pause de trois semaines et reprend sur l’Aubel-Thimister-Stavelot, en août. Dès la 2e étape, il remporte le contre-la-montre par équipes avec 54 km/h de moyenne

## Palmarès sur route

### Par année
- 2024
  - Grand Prix de Luxembourg
  - 2e étape du Tour de Bohême Occidentale
  - 2e du Grand Prix Rüebliland
- 2025
  -  Champion du Danemark sur route juniors
  - Giro di Primavera
  - Grand Prix Général Patton
  - Grand Prix de Luxembourg
  - Tour du Valromey
    - Classement général
    - 1re étape

  - 2ea étape (contre-la-montre par équipes) de l’Aubel-Thimister-Stavelot
  - 1re étape du Saarland Trofeo
  - 2e du Saarland Trofeo